# Алый парус (обелиск)
Обелиск «Алый парус» — памятник, расположенный на берегу реки Вятка в городе Слободском. Создан в 1968 году в честь повести А. Грина «Алые паруса», а также чтобы ознаменовать пятидесятилетие ВЛКСМ.

## История
В 1968 году исполнилось 50 лет молодёжной организации ВЛКСМ. В честь этого, по макету краеведа Александра Ревы, был создан обелиск в виде алого паруса, высотой 4 метра. В его основание была замурована «Капсула времени» — гильза с обращением к комсомольцам 2018 года, когда они будут отмечать столетие ВЛКСМ.
- Стёртая надпись: 50 лет ВЛКСМ, 1968 г.
- Вид на мост, фотография от 6 июня 2013 г.

## Статус
На июнь 2013 года памятник не является объектом культурного наследия города Слободского.